# マスマク城
マスマク城(アラビア語: قصر المصمك) とはサウジアラビアの首都リヤドの旧市街地の中心にある城である。
現在では観光名所として一般に開放されている。
1902年1月15日にイブン・サウードは40人の部下と共にマスマク城に居を構えていたアジュラーン総督を討ち取りサウード家の支配の復活を宣言した。詳しくはリヤドの戦いを参照。
この戦いの勝利によってイブン・サウードは王となり現在のサウジアラビアを建国する始まりとなった。
この城の入り口の木の扉には腹心のイブン・ジルウィーが投げた槍が刺さった跡が残っている。
中には当時の戦いで使用された銃や戦いの様子を描いた絵が展示されている。